# Onthophagus khonmiinitnoi
Onthophagus khonmiinitnoi är en skalbaggsart som beskrevs av Masumoto 1990. Onthophagus khonmiinitnoi ingår i släktet Onthophagus och familjen bladhorningar. Inga underarter finns listade i Catalogue of Life.